# Kościół Wniebowzięcia Najświętszej Maryi Panny w Raciborzu
Kościół Wniebowzięcia Najświętszej Maryi Panny w Raciborzu – rzymskokatolicki kościół parafialny w Raciborzu, w województwie śląskim. Należy do dekanatu Racibórz diecezji opolskiej. Mieści się przy ulicy Adama Mickiewicza. To tzw. kościół farny – najstarszy w Raciborzu.

## Historia

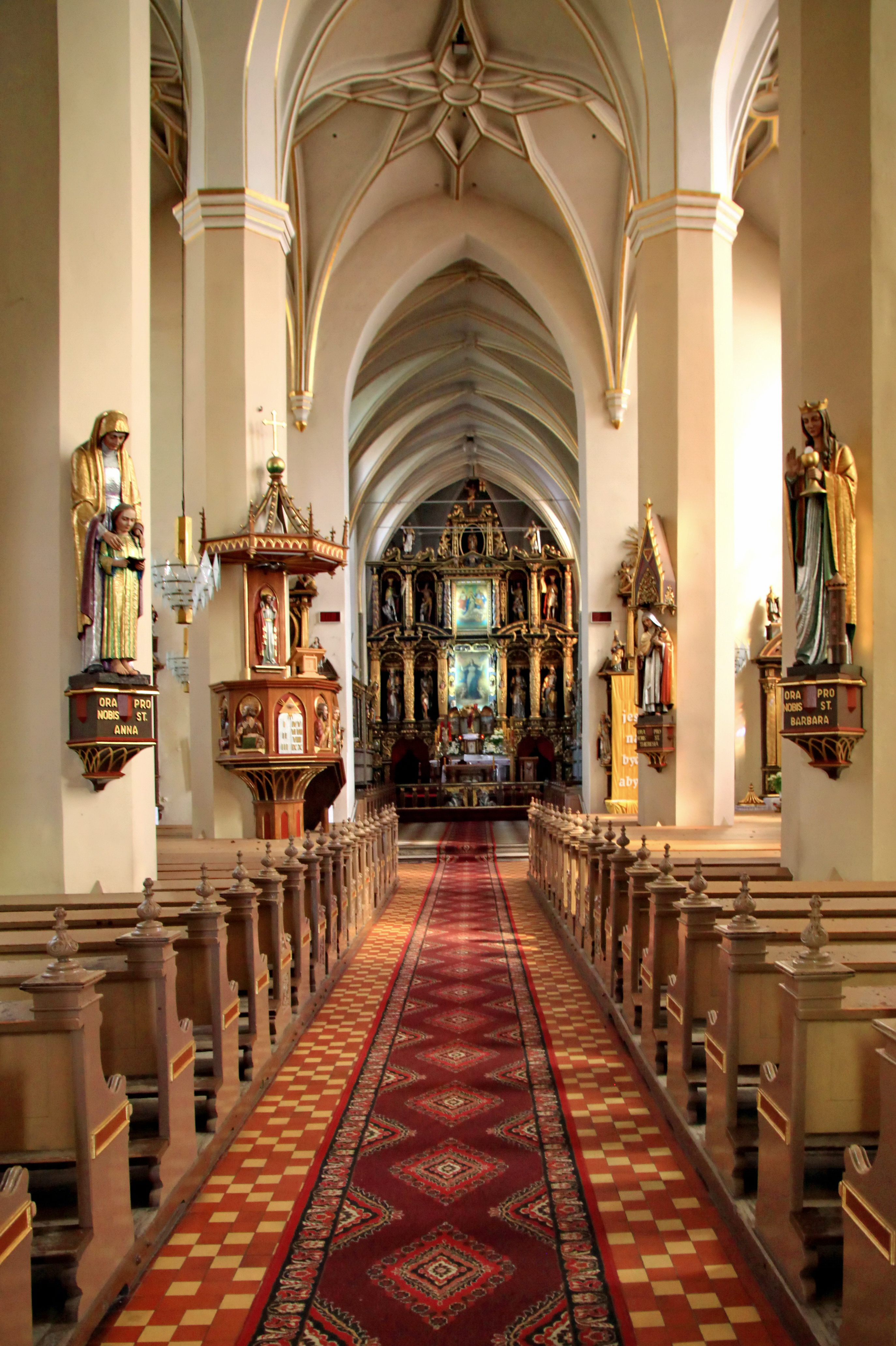
Nawa główna

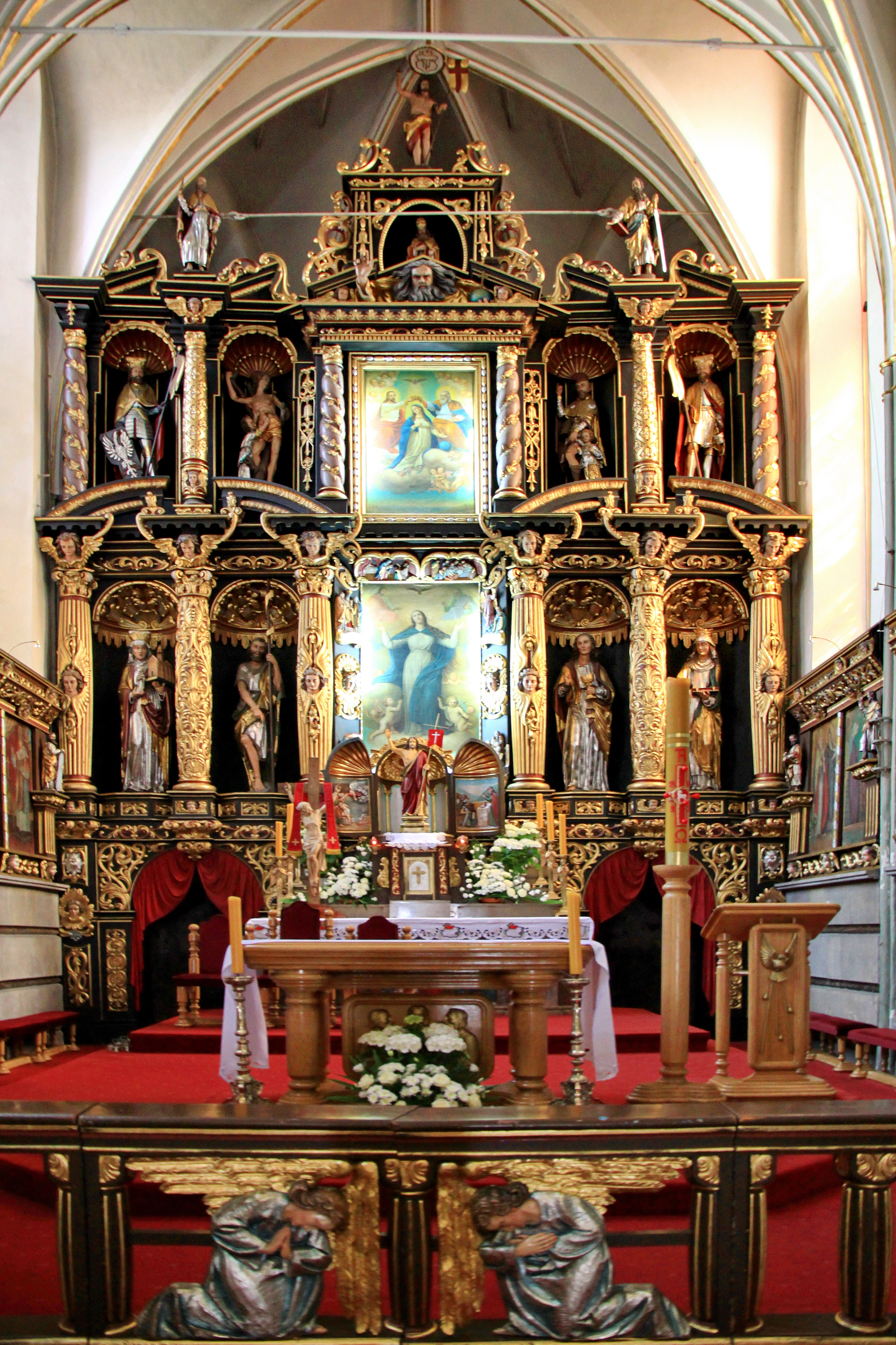
Prezbiterium z barokowym ołtarzem głównym

Jest to jeden z najstarszych kościołów parafialnych na Górnym Śląsku, jedyny, która zachował cechy typowe dla stylu wczesnogotyckiego. Według tradycji świątynia powstała w 1205 roku za rządów księcia Mieszka I Plątonogiego. Budowniczymi świątyni byli osiedlający się w Raciborzu przybysze z terenów Niderlandów – Flamandczycy i Walonowie. Pierwotny kościół w większości spłonął w 1300 roku, lecz szybko go odbudowano. Z tego okresu pochodzi nawa główna z gwiaździstymi sklepieniami we wschodniej części oraz prezbiterium z unikalnymi cechami wczesnego śląskiego gotyku.
W 1416 roku książę Jan II Żelazny przeniósł do niej z zamku kapitułę kolegiacką, przez co na stałe osiadli tutaj kanonicy raciborscy. Do południowej ściany prezbiterium dobudowano wówczas kapitularz i skarbiec. W 1654 roku prezbiterium wyposażono w okazałe stalle kanonickie, wzorowane na kunsztownych stallach kościoła mariackiego w Krakowie. Kanonikami przy raciborskiej farze było wielu proboszczów górnośląskich parafii. W 1810 roku władze pruskie zniosły kolegiatę, przejmując jej liczne dobra ziemskie. Odtąd kościół pełni funkcje największej raciborskiej parafii. W ciągu wieków ulegał zniszczeniom w wyniku wojen i pożarów, m.in.: w 1426 r., 1546 r., 1643 r., 1774, a szczególne zniszczenie przyniósł (w 1945 roku) koniec II wojny światowej – kościół został zniszczony przez Armię Czerwoną.

## Architektura i wyposażenie
Świątynia zachowała swoją pierwotną bryłę, zbudowaną w stylu gotyckim. We wnętrzu znajdują się gwiaździste sklepienia. Od strony południowej do prezbiterium jest dobudowany dawny kapitularz i skarbiec. W części prezbiterialnej jest umieszczony ołtarz główny w stylu barokowym zbudowany w latach 1656–1660 przez mistrza Salomona Steinhoffa z fundacji prałata Andrzeja Scodoniusa oraz Bractwa Literackiego. Znajdują się w nim obrazy przedstawiające koronację Najświętszej Maryi Panny z połowy XVII stulecia oraz Wniebowzięcie Najświętszej Maryi Panny z 1890 roku namalowany przez Jana Bochenka. We wnękach między kolumnami ołtarza są umieszczone rzeźby świętych: Jana Chrzciciela, Jadwigi, Jana Ewangelisty,Elżbiety, Wacława, Sebastiana, Rocha i Floriana, natomiast w zakończeniu figura św. Marcelego – patrona Raciborza. Od zachodu do nawy świątyni jest dostawiona Kaplica Polska z XV wieku, pamiątka po zatargach między raciborzanami pochodzenia polskiego i niemieckiego. W niej umieszczona jest tablica, wykonana z piaskowca, ufundowana na pamiątkę pożaru miasta z 1574 roku. W lewej nawie bocznej znajduje się nagrobek w formie tumby prałata Marcina Jerzego Korrigera z 1715 roku oraz epitafium prepozyta opolskiego i proboszcza miejscowej parafii Andrzeja Floriana Scodoniusa (zmarłego w 1660 roku) ozdobione popiersiem i krucyfiksem.